# Melinda Geiger
Melinda Anamaria Geiger, née le 28 mars 1987 à Baia Mare, est une ancienne joueuse internationale roumaine de handball qui évoluait au poste d'arrière droite.

## Biographie
En 2015-2016, avec l'équipe de Baia Mare, elle participe à la Ligue des champions. Elle inscrit 34 buts durant la compétition et atteint les quarts de finale du tournoi. Elle rejoint ensuite le club français de Brest Bretagne Handball, où elle retrouve sa coéquipière à Baia Mare, Allison Pineau.
Avec l'équipe de Roumanie, elle participe notamment au championnat du monde 2015, où elle termine à la 3e place.
En décembre 2017, elle quitte Brest en résiliant son contrat à l'amiable pour rejoindre le club hongrois de Siófok KC.
Début février 2019, à la suite de problèmes récurrents aux genoux, Melinda Geiger décide de mettre un terme à sa carrière et à son contrat avec le club de Siófok KC quatre mois avant la fin de la saison, date d'arrêt initialement envisagée,.

## Palmarès

### En club
compétitions internationales
- vainqueur de la coupe EHF en 2019 (avec Siófok KC)

compétitions nationales
- championne de Roumanie en 2011 (avec CSO Râmnicu Vâlcea) et 2014 (avec HCM Baia Mare)
- championne d'Allemagne en 2012 (avec Thüringer HC)

### Avec la sélection roumaine
championnat du monde
- troisième du championnat du monde 2015

championnat d'Europe
- troisième du championnat d'Europe 2010

## Galerie

Melinda Geiger sous le maillot de la Roumanie en 2015
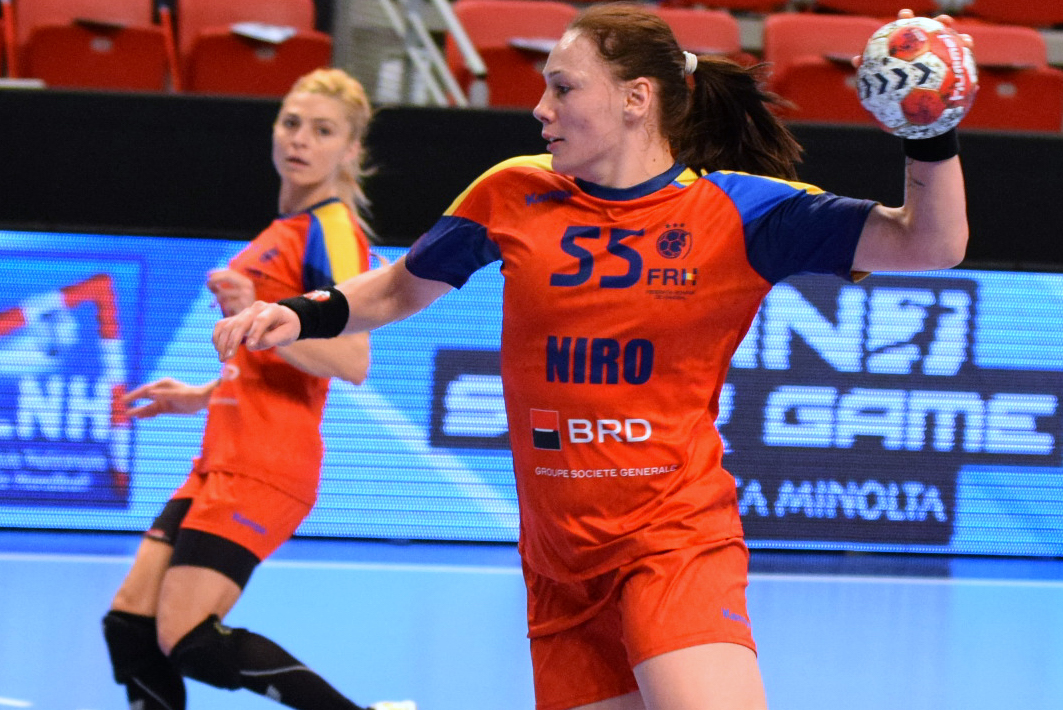
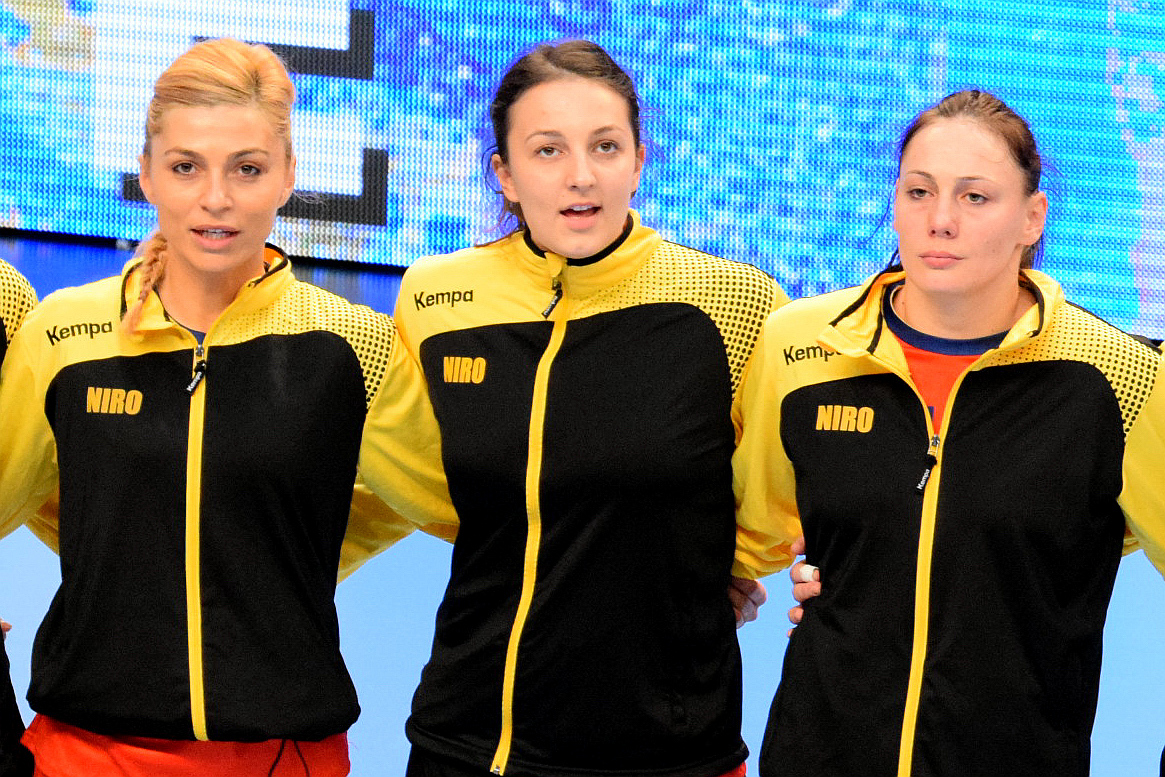
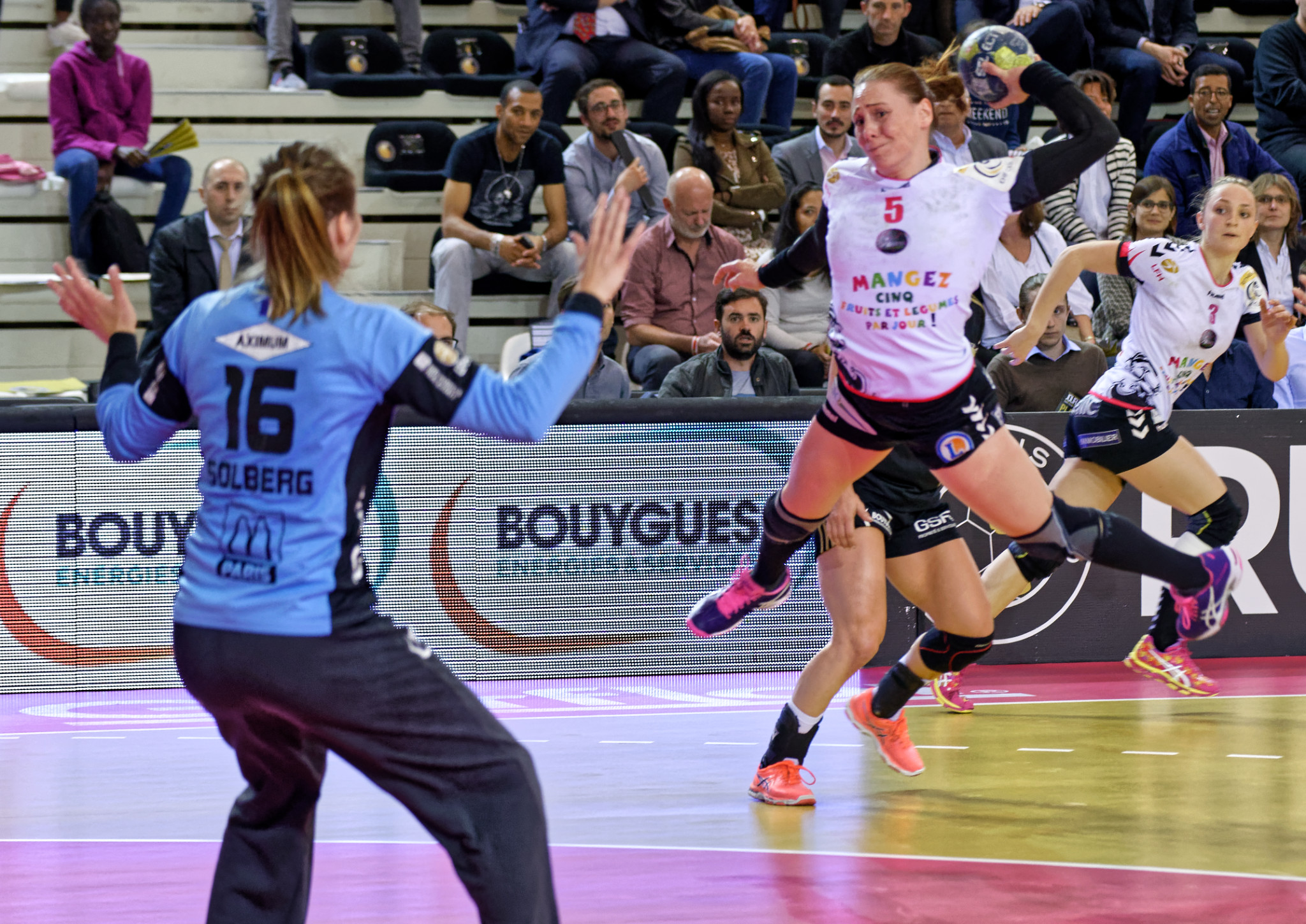